# St Catherine's College, Oxford

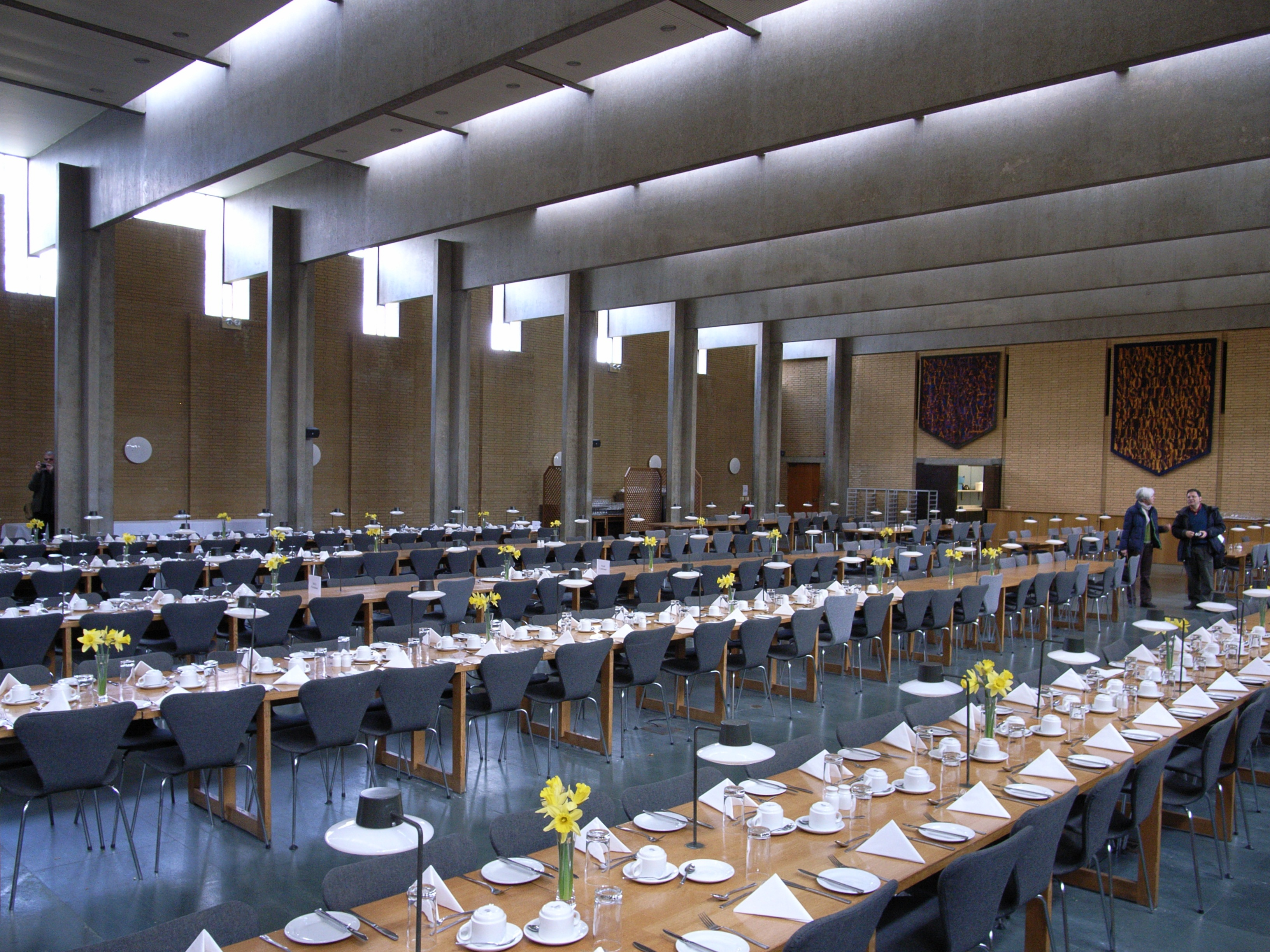
St Catherine's stora sal, ritad av Arne Jacobsen.

St Catherine's College är ett college vid Oxfords universitet i England, informellt bland studenter även kallat "Catz". Collegets latinska motto är Nova et Vetera, "nytt och gammalt". Det grundades 1962 som ett college för manliga studenter av historikern Alan Bullock, som blev dess första Master och sedermera vicekansler vid universitetet. Bland de största bidragsgivarna vid grundandet var industrialisterna Alan Wilson och Hugh Beaver, den senare mer känd som bryggeridirektör och grundare av Guinness rekordbok. Namnet togs från helgonet Katarina av Alexandria, traditionell beskyddare av filosofer, bibliotek och lärdom. 
St Catherine's Society, ursprungligen grundat 1868, som ditintills varit en sammanslutning för studenter som inte varit anslutna till ett av universitetets college, kom i och med collegets grundande att omvandlas till ett college. 1974 blev colleget ett av de första som tidigare varit enbart för manliga studenter i Oxford att även anta kvinnliga studenter.
Colleget är beläget vid Manor Road och floden Cherwell i östra utkanten av Oxfords historiska innerstad, på mark tidigare ägd av Merton College. Den funktionalistiska byggnaden och inredningen formgavs av den danske arkitekten och formgivaren Arne Jacobsen, med byggnaden arrangerad omkring en traditionell kvadratisk innergård.

## Kända alumner
Till collegets och dess föregångares mest kända studenter räknas Pakistans premiärminister Benazir Bhutto, oljemagnaten och konstsamlaren J. Paul Getty, labourpolitikern Peter Mandelson, roddaren och sportjournalisten Matthew Pinsent, farmakologen och nobelpristagaren John R. Vane, kemisten och nobelpristagaren John E. Walker och matematikern och finansanalytikern Paul Wilmott.